# ایستالا
ایستالا (به انگلیسی: Aistala) یک منطقهٔ مسکونی در هند است که در بنگال غربی واقع شده‌است.

## خصوصیات
ایستالا ۱۹٬۴۲۵ نفر جمعیت دارد.